# (178008) Picard
Pour les articles homonymes, voir Picard (homonymie).
(178008) Picard est un astéroïde de la ceinture principale découvert par Bernard Christophe à Saint-Sulpice le 30 août 2006. Il a eu pour dénomination provisoire 2006 QQ137.
Il a été baptisé en hommage à Claude Picard (1942-2008), ingénieur des Arts et Métiers et astronome français. On doit à Claude Picard notamment la mise en place de la commission de cosmologie à la Société astronomique de France.

## Compléments